# Кази-карта
Кази (башк. ҡаҙи, каз. қази, кирг. кази, тат. кази лик, узб. qazi) — традиційна ковбаса з конини у низки тюркських народів, що вважається делікатесом.

## Виготовлення
Виготовляється шляхом набивання натуральної кінської кишки кінським жирним м'ясом з ребер (зазвичай обмазавши м'ясо прянощами і спеціями), причому набивають не фаршем, а м'ясом з ребра цілком, отримуючи таким чином велике півкільце. Найчастіше ребро відокремлюється і в кишку вставляється м'ясо з ребра цілим шматком. Зазвичай використовується м'ясо з смугою жиру на ньому. Вживали в різному вигляді — сирокопченому, вареному, пов'яленому і відвареному. У башкирів, казахів, як правило, прийнято робити кази тільки у вареному вигляді, у татар — у копченому вигляді. Кази є неодмінним атрибутом святкового столу у близьких кочових тюркських народів башкирів, казахів, каракалпаків, киргизів, ногайців, татар.
На м'ясо ріжуть не всіх коней, попередньо коня відгодовують. Хоча коней ріжуть цілий рік на «согим», але основний «сезон» ближче до кінця року — до зими.
Значно пізніше кази стало невід'ємною частиною національної кухні узбеків, оскільки осілому населенню Середньої Азії не було властиво різати коней з метою вживання в їжу — оскільки це специфіка кочового скотарства.
Карта (башк. ҡарта, каз. қарта) — товста кишка (кінська), вивернута навиворіт (жиром всередину). Готується шляхом промивання і слабкого засолювання. Споживається у вареному вигляді. Також вважається делікатесом у тюркських народів (казахів, татар, каракалпаків).
Карин (башк. есәк-ҡарин, каз. қарин) — кінський тельбух, також є делікатесом і вживається в їжу.
Суджук — процес виготовлення нагадує кази, але для нього використовуються будь-які шматки м'яса, а не тільки з ребер, також вважається делікатесною стравою.
Дуже часто кази та карта вариться разом з м'ясом (каз. «ет», тат. «іт») і подається разом як одна велика страва. Також вариться і подається разом з м'ясом і тонко розкачане тісто — «бешбармак». Може подаватися разом з «нарином» (у казахів — «бешбармак», з дрібно-різаним тестом, найчастіше розігрітим на другий день після приготування і залитим невеликою кількістю бульйону «сорпа» від бешбармака).
У татар кінське м'ясо пізньої осені маринують в бочках разом з кишками, а в березні починають набивати і підвішувати для просушки, а потім в'ялити або коптити.
У узбеків кази використовується для приготування плову і нарина. Кази-палов (узб. Qazili palov, Qazi palov) — плов з кази готують, як «плов по-ферганськи». Тільки замість м'яса кладуть кази.